# スティーブン・スピルバーグのトゥーンシルバニア
トゥーンシルバニア（Toonsylvania）は、スティーヴン・スピルバーグが監修したアメリカのテレビアニメシリーズである。

## 概要
ドリームワークス・テレビジョン・アニメーションが製作し、1998年にFox Kidsにて放送された。
メインキャラクターのイゴールやフィル達の活躍するパート2本と「メリッサの道徳物語」やデッドマン一家の物語など、一回に4本の作品を放送するオムニバス形式の作品。子供向け作品にしては少し過激な表現が含まれたり、『サイコ』等の古典ホラーのパロディがあるのが特徴。

## 日本での展開
2000年にWOWOWにて吹替版が放送される。後にカートゥーン ネットワークでも放送。未ソフト化。
また、TOY ISLAND社より発売されていたグッズが一部輸入販売されていた。

## 登場人物・キャスト
イゴール - ウェイン・ナイト、ジェス・ハーネル（『イゴールの科学入門/元素』の歌部分のみ）（玄田哲章）
ヴィック博士の助手。ヴィック博士を出し抜こうとしている。
フィル - ブラッド・ギャレット（大友龍三郎）
フランケンシュタインの怪物のような生命体。あまり賢くなく、子供っぽい性格。
Dr.ヴィック - デビッド・ワーナー（田原アルノ）
フルネームはヴィック・フランケンシュタイン。
メリッサ・スクリーチ - ナンシー・カートライト（喜田あゆみ）
『メリッサの道徳物語』などのパートに登場。捻くれ者の女の子でいたずら好き。作品によっては手痛いしっぺ返しを食らうことも。第2シーズンのオープニングでイゴールらと共演している。
セス・チューバー - ジョナサン・ハリス（坂東尚樹）
第2シーズンに幾度か登場する、『サイコ』の主人公ノーマン・ベイツのパロディであるキャラクター。

### デッドマン一家
その名の通りゾンビの一家。それ故身体のあちこちがよく外れる。必要に応じて取り外すこともある。
アシュレー・デッドマン - キャス・スーシー（小桜エツ子）
フレッド・デッドマン - ビリー・ウェスト（藤原啓治）
デッドガー・デッドマン - マット・フリューワー→ジェス・ハーネル（仲野裕）
スティファニー・デッドマン - ヴァレリー・パパス（深見梨加）

### キャスト
| キャラクター                                   | キャスト（原語版）                     | キャスト（日本語吹き替え版） |
| ---------------------------------------------- | -------------------------------------- | ---------------------------- |
| イゴール                                       | ウェイン・ナイト ジェス・ハーネル      | 玄田哲章                     |
| フィル                                         | ブラッド・ギャレット                   | 大友龍三郎                   |
| Dr.ヴィック （ヴィック・フランケンシュタイン） | デビッド・ワーナー                     | 田原アルノ                   |
| メリッサ・スクリーチ                           | ナンシー・カートライト                 | 喜田あゆみ                   |
| セス・チューバー                               | ジョナサン・ハリス                     | 坂東尚樹                     |
| アシュレー・デッドマン                         | キャス・スーシー                       | 小桜エツ子                   |
| フレッド・デッドマン                           | ビリー・ウェスト                       | 藤原啓治                     |
| デッドガー・デッドマン                         | マット・フリューワー →ジェス・ハーネル | 仲野裕                       |
| スティファニー・デッドマン                     | ヴァレリー・パパス                     | 深見梨加                     |

- その他出演者（原語版） - トム・ケニー、コーリー・バートン、ジム・カミングス、カム・クラーク、チャーリー・アドラー、サンディ・フォックス、スージー・ゲイザー、ポール・ラグ、ジョセリン・ブルー、ビル・コップ、エイプリル・ウィンチェル、ジェリー・ランバート、バーン・オファット、他
- その他声の出演（吹替え版） - 小杉十郎太、田村真紀、松尾銀三、 龍田直樹、磯辺万沙子、小林優子、小形満、岩田安生、三浦智子、山田きのこ、岩崎ひろし、星野充昭、福島桂子、江原正士、鈴木勝美、谷昌樹、溝脇しほみ、他

## サブタイトル
| 話数 | サブタイトル                            | 原題                                                   |
| ---- | --------------------------------------- | ------------------------------------------------------ |
| 1    | 悪魔の人形                              | Darla Doily – Demon Doll                               |
| 1    | 遺灰おじさんを取り戻せ!                 | The Importance of Being Urnie                          |
| 1    | イゴールの科学入門/クローン技術         | Clone Or Be Cloned                                     |
| 1    | メリッサの道徳物語/ブギーマンが来るぞ   | The Boogeyman'll Get You Melissa                       |
| 2    | ヴィク博士のデート                      | Blind Date Of Frankenstein                             |
| 2    | フットボールにバラバラ・ボディ          | Football and Other Body Parts                          |
| 2    | イゴールの科学入門/ヘリウム             | Helium and Hot Air Balloons                            |
| 2    | メリッサの道徳物語/変な顔ごっこ         | Stop Making Ugly Faces                                 |
| 3    | 愛の媚薬                                | Love Potion Number Nein!                               |
| 3    | 巨大昆虫の襲撃                          | Attack of the Iguana People                            |
| 3    | イゴールの科学入門/ビッグ・バン         | Big Big Bang Theory                                    |
| 3    | メリッサの道徳物語/抜け歯の妖精         | Teeth Fairy                                            |
| 4    | シロアリベイビー誕生                    | Baby Human                                             |
| 4    | 地球 VS なんでもかんでも                | Earth Vs. Everything                                   |
| 4    | イゴールの科学入門/避雷針               | Blunder & Lightning                                    |
| 4    | メリッサの道徳物語/赤ずきんちゃん       | Little Screetchin Riding Hood                          |
| 5    | 食べ物の怨みは恐ろしい                  | Built for speed                                        |
| 5    | 大人気! サカナ・フレーク                | Captain Beaumarchais`Fish Flakes                       |
| 5    | 魔法の頭の運勢占い                      | A Kiss Before Dying                                    |
| 5    | イゴールの科学入門/重力                 | Gravity                                                |
| 5    | メリッサの道徳物語/自業自得             | Go stand in the Corner                                 |
| 6    | フェイス/サンタ・オフ                   | Spawn of Santa                                         |
| 6    | ダンス・パーティー                      | Dead Hard                                              |
| 6    | イゴールの科学入門/元素                 | Periodic Table                                         |
| 6    | メリッサの道徳物語/スイカの恐怖         | Eeeww, Don't Swallow the Seeds, Silly                  |
| 7    | 眺めのいい死神                          | Doom With A View                                       |
| 7    | 犬死に犬の午後                          | Dead Dog Day Afternoon                                 |
| 7    | イゴールの科学入門/進化論               | Evolution and the Attorney                             |
| 7    | メリッサの道徳物語/海の大怪獣           | Here There Be Monsters                                 |
| 8    | ピッタシ・ラブラブ                      | Love Hurts                                             |
| 8    | モールで家族写真                        | One For Mall & Mall For One                            |
| 8    | イゴールの科学入門/脳                   | The Brain                                              |
| 8    | メリッサの道徳物語/ウソつき鼻           | Plain As The Nose On Your Face                         |
| 9    | フィルは天才!?                          | Phil Feel Smart                                        |
| 9    | スパスパアイランド                      | Voodoo Vacation                                        |
| 9    | イゴールの科学入門/宇宙                 | The Universe                                           |
| 9    | メリッサの道徳物語/お菓子中毒の悲劇     | Melissa, Don't Spoil Your Appetite                     |
| 10   | 狼おばあちゃん                          | WereGranny                                             |
| 10   | 巨大ロブスター出現                      | The Lobster Of Party Beach                             |
| 10   | イゴールの科学入門/黒猫                 | Luck Is Not A Factor                                   |
| 10   | メリッサの道徳物語/人魚の魅力           | The Screetchy Little Mermaid                           |
| 11   | よみがえる家族計画                      | Family Plot                                            |
| 11   | ゾンビ・スター誕生                      | A Zombie Is Born                                       |
| 11   | イゴールの科学入門/地震                 | Earthquake Boogie                                      |
| 11   | メリッサの道徳物語/拾い物は三文の損     | Melissa & The Three Bears                              |
| 12   | フィルの脳みそ                          | Phil's Brain                                           |
| 12   | ジュラシック・パット                    | Jurassic Putt                                          |
| 12   | イゴールの科学入門/毒針                 | Bites and Stings                                       |
| 12   | メリッサの道徳物語/とびはねはケガのもと | You Keep Bouncing Like That,You`re Gonna Hurt Yourself |
| 13   | インテリア・デコレーター                | The Inferior Decorator                                 |
| 13   | 大爆発!                                 | Bang!                                                  |
| 13   | イゴールの科学入門/ノミとサナダムシ     | Parasites                                              |
| 13   | メリッサの道徳物語/地球の使者メリッサ   | Melissa Screetch, Earth Ambassador                     |
| 14   | アルバイト大作戦                        | Something Weenie This Way Comes                        |
| 14   | パリから来たイトコ                      | Ideadical Cousins                                      |
| 14   | シンデレラ・メリッサ                    | Melisserella                                           |
| 15   | イゴールの後がま                        | Igor's Replacement                                     |
| 15   | ゆかいなデッドマン一家                  | The Deadman Bunch                                      |
| 16   | マイ・フェア・モンスター                | My Fair Monster                                        |
| 16   | 鼻デカ男                                | The Nosey Face                                         |
| 16   | 脳みその歌                              | Shelf Of Brains                                        |
| 17   | JCプロジェクト                          | The Doomed Odyssey                                     |
| 17   | 恐怖の50本足女                          | Attack of the Fifty Footed Woman                       |
| 17   | ベッキの詩の朗読                        | Becki with an I                                        |
| 18   | 陸運局のロンゲスト・デイ                | The Longest Day                                        |
| 18   | ニュース・フラッシュ                    | Parents Opposed to Television Inappropriateness        |
| 18   | メートル・エイリアン来襲                | Take Us to Your Liter                                  |
| 18   | 乳母ケ島からの脱出                      | Escape from Wet Nurse Island                           |
| 19   | TVショッピング                          | For Your into-Mation                                   |
| 19   | ゾンビは退学?                           | In Or Out                                              |
| 19   | メリッサの願い事                        | Melissa Makes A Wish                                   |
| 19   | マダム・オルガの挽歌                    | Madame Olga's Lament                                   |
| 20   | タイムマシン                            | Some Weird in Time                                     |
| 20   | ヴィク博士のお料理教室                  | Vittles With Vic                                       |
| 20   | 世界のニュース                          | News from Around the World                             |
| 20   | メイキング・オブ・トウーンシルヴァニア  | A Man of No Importance                                 |
| 20   | 沼の怪人                                | Swamp Thingy                                           |
| 21   | 恋の争奪戦                              | Cyranot                                                |
| 21   | イゴール三世                            | Igor Ⅲ                                                 |
| 21   | いじめっ子は誰?                         | Running of the Bullies                                 |
| 21   | 664部隊                                 | Troop 664                                              |

## スタッフ
- 監督 - ジェフ・ディグランディス
- 監修 - スティーヴン・スピルバーグ
- 脚本 - ビル・コップ、マイク・ピータース、クリス・オオツキ他
- 音声演出  - ビル・コップ
- 音楽 - マイケル・タヴェラ、キース・バクスター、クリストファー・ニール・ニールソン、ジョン・ポール・ギヴン、クリストファー・クラットマン、トム・シャープ
- メインテーマ - スティーブ&ジュリー・バーンシュタイン（作曲）、ポール・ラグ（作詞）

### 日本語版スタッフ
- 翻訳 - 岸田恵子/佐藤一公
- 演出 - 加藤敏
- 調整 - 阿部直子
- 制作 - 鷲尾賀代（WOWOW）、駒井隆（東北新社）、三井真美